# Condado de Dinwiddie
El condado de Dinwiddie (en inglés: Dinwiddie County) es un condado en el estado estadounidense de Virginia. En el censo de 2000 el condado tenía una población de 24.533 habitantes. La sede de condado es Dinwiddie. El condado fue formado el 1 de mayo de 1752 a partir de una porción del condado de Prince George. Fue nombrado en honor a Robert Dinwiddie, Vicegobernador de Virginia entre 1751 y 1758.

## Geografía
Según la Oficina del Censo, el condado tiene un área total de 1.313 km² (507 sq mi), de la cual 1.304 km² (504 sq mi) es tierra y 9 km² (3 sq mi) (0,65%) es agua.

### Condados adyacentes
- Condado de Chesterfield (norte)
- Condado de Amelia (noroeste)
- Condado de Nottoway (oeste)
- Condado de Brunswick (suroeste)
- Condado de Greensville (sur)
- Condado de Sussex (sureste)
- Condado de Prince George (este)
- Petersburg (noreste)

### Áreas protegidas nacionales
- Petersburg National Battlefield

## Demografía
En el  censo de 2000, hubo 24.533 personas, 9.107 hogares y 6.720 familias residiendo en el condado. La densidad poblacional era de 49 personas por milla cuadrada (19/km²). En el 2000 había 9.707 unidades unifamiliares en una densidad de 19 por milla cuadrada (7/km²). La demografía del condado era de 64,55% blancos, 33,66% afroamericanos, 0,22% amerindios, 0,31% asiáticos, 0,04% isleños del Pacífico, 0,40% de otras razas y 0,82% de dos o más razas. 0,97% de la población era de origen hispano o latino de cualquier raza. 
La renta promedio para un hogar del condado era de $41.582 y el ingreso promedio para una familia era de $47.961. En 2000 los hombres tenían un ingreso medio de $32.860 versus $24.346 para las mujeres. La renta per cápita para el condado era de $19.122 y el 9,30% de la población estaba bajo el umbral de pobreza nacional.

## Ciudades y pueblos
- Carson
- DeWitt
- Dinwiddie
- McKenney
- Wilsons